# David Chevasco
David Chevasco (* 21. April 1981) ist ein gibraltarischer Badmintonspieler. 

## Karriere
David Chevasco brach 2005 die Dauerherrschaft von Ivan de Haro bei den nationalen Meisterschaften von Gibraltar im Herreneinzel. Nach einem Eklat um den Rückzug seiner Nominierung für die Island Games 2005 verschwand er aus den Ergebnislisten seiner Heimat, blieb jedoch weiterhin im Badminton aktiv.

## Sportliche Erfolge
| Saison | Veranstaltung                      | Disziplin    | Platz | Name                                 |
| ------ | ---------------------------------- | ------------ | ----- | ------------------------------------ |
| 1997   | Gibraltar: Juniorenmeisterschaften | Herreneinzel | 1     | David Chevasco                       |
| 1998   | Gibraltar: Einzelmeisterschaften   | Herrendoppel | 1     | Ivan de Haro / David Chevasco        |
| 2000   | Gibraltar: Juniorenmeisterschaften | Herreneinzel | 1     | David Chevasco                       |
| 2000   | Gibraltar: Juniorenmeisterschaften | Herrendoppel | 1     | Michael Chevasco / Christopher Allen |
| 2001   | Gibraltar: Juniorenmeisterschaften | Herreneinzel | 1     | Michael Chevasco                     |
| 2001   | Gibraltar: Juniorenmeisterschaften | Herrendoppel | 1     | Michael Chevasco / Christopher Allen |
| 2005   | Gibraltar: Einzelmeisterschaften   | Herreneinzel | 1     | David Chevasco                       |
| 2005   | Gibraltar: Einzelmeisterschaften   | Herrendoppel | 1     | David Chevasco / Michael Chevasco    |